# Willkommen in Gravity Falls: Die Legende der Zwergenjuwulette
Willkommen in Gravity Falls: Die Legende der Zwergenjuwulette (Originaltitel: Gravity Falls: Legend of the Gnome Gemulets) ist ein Jump ’n’ Run für Nintendo 3DS, das auf die Serie Willkommen in Gravity Falls basiert. Das Spiel kam am 20. Oktober 2015 heraus.

## Spielprinzip
Das Spiel ist ein Jump ’n’ Run-Spiel. Man steuert im Spiel die Charaktere Dipper und Mabel. Die beiden Charaktere haben unterschiedliche Fähigkeiten. Dipper kann Feinde mit einer Nahkampfwaffe namens „Gnome Battle Cuffs“ bekämpfen und mit einer Taschenlampe nach Hinweisen suchen, während Mabel einen Enterhaken verwenden kann, um hochgelegene Gebiete zu erreichen. Zudem kann sie Feinde mit Fernangriffen mithilfe ihrer durch das „Fleece of Bedazzlement“ verstärkten Pulloverärmel bekämpfen. Der Spieler kann neue Gegenstände bei Händlern kaufen und in die Regionen zurückkehren, die man zuvor erkundet hat.

## Rezeption
Das Spiel erhielt überwiegend negative Kritiken. Nintendo Life bewertete das Spiel mit 4 von 10 Punkten. Die Grafik und die Charakterdialoge wurden gelobt, kritisiert wurden jedoch die kurze Dauer und das sich wiederholende Gameplay des Spiels.